# Sägerücken-Engelhai
Der Sägerücken-Engelhai (Squatina aculeata) ist ein maximal 188 Zentimeter langer Engelhai. Er kommt im Küstenbereich West- und Nordafrikas sowie im westlichen Mittelmeer vor.

## Aussehen und Merkmale
Der Sägerücken-Engelhai kann eine maximale Körperlänge von etwa 188 cm erreichen. Wie bei anderen Engelhaien ist der Rumpf stark abgeflacht mit sehr breiten Brustflossen, wodurch sie in der Gestalt eher wie lange Rochen wirken. Die Brustflossen sind jedoch deutlich vom Rumpf abgesetzt, während sie bei den meisten Rochen ansatzlos in den Körper übergehen. Sie haben zwei Rückenflossen und besitzen keine Afterflosse. Der Körper hat eine dunkelgraue bis hellbraune Rückenfarbe, die mit kleinen, unregelmäßigen weißen und regelmäßigeren dunkelbraunen Flecken gezeichnet ist. Auf dem Kopf, dem Rücken, den Flossenansätzen und dem Schwanz befinden sich zudem große dunkle Flecken. Auf dem Kopf befinden sich konkav von den Augen über das Maul verlaufend große Dornen, die auch auf der Mittellinie des Rückens vorhanden sind.
Die Augen liegen auf der Kopfoberseite, das Maul ist endständig, die äußeren Nasenöffnungen sind mit kurzen Barteln versehen. Die Spritzlöcher sind groß, die Anzahl der seitlich unten liegenden Kiemenöffnungen beträgt fünf. Der Abstand zwischen den Augen und dem Spritzloch beträgt bei dieser Art etwa das 1,5fache des Augendurchmessers. Zudem besitzt die Art stark gefranste Barteln und Nasenklappen.

## Verbreitung

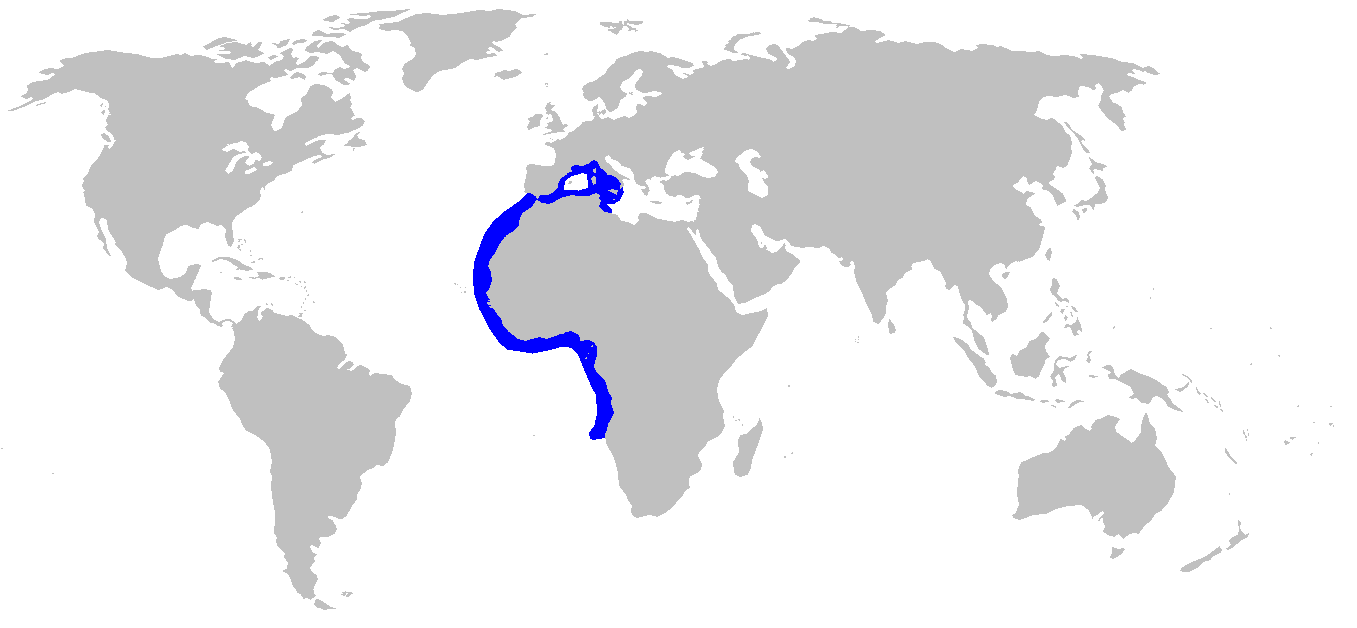
Verbreitung des Sägerücken-Engelhais

Das Verbreitungsgebiet des Sägerücken-Engelhais befindet sich im Küstenbereich West- und Nordafrikas sowie des westlichen Mittelmeers. Es reicht im Süden bis Nigeria, Gabun und Namibia.
Er lebt im äußeren Randbereich des Kontinentalschelfs in Tiefen zwischen 30 und 500 Metern, wobei er vor allem auf schlammigem Untergrund vorkommt.

## Lebensweise
Über die Biologie dieses Hais liegen nur wenige Daten vor. Er ernährt sich vor allem von kleinen Haien und Knochenfischen, Kopffüßern und Krebsen. Wie alle Engelhaie ist er ovovivipar – die Eier werden im Muttertier ausgebrütet, bevor die Jungtiere lebend geboren werden. Die Geschlechtsreife erreichen die Tiere mit einer Körperlänge von etwa 124 Zentimeter.

## Beziehung zum Menschen und Gefährdung
Die International Union for Conservation of Nature (IUCN) stuft diesen Hai als vom Aussterben bedroht („Critically Endangered“) ein.
Wie der im gleichen Lebensraum vorkommende Glatte Engelhai (S. oculate) war diese Art ehemals sehr häufig. Sie ist vor allem gefährdet durch die intensive Befischung der Küstengebiete und Kontinentalschelfe durch Boden- und Treibnetze und Bodenleinen, die den größten Teil seines Verbreitungsgebiets vor der afrikanischen Küste betrifft. Die Haie werden als Beifang gefangen, wodurch der Bestand in den letzten 50 Jahren dramatisch eingebrochen ist; die Art ist dadurch offenbar in großen Gebieten des nördlichen Mittelmeers und der afrikanischen Küstengewässer verschwunden. Gemeinsam mit den beiden verwandten Arten Squatina oculata und Squatina squatina wurde von den portugiesischen Fischereibehörden im Bereich vor Marokko und Mauretanien ein Rückgang von 95 % von 1990 bis 1998 verzeichnet. Der Fischereidruck ist entsprechend sehr groß und wird sich in Zukunft wahrscheinlich noch verstärken.

## Belege
1. 1 2  Squatina aculeata in der Roten Liste gefährdeter Arten der IUCN 2010. Eingestellt von: Morey, G., Serena, F., Mancusi, C., Coelho, R., Seisay, M., Litvinov, F. & Dulvy, N., 2007. Abgerufen am 17. Dezember 2010.